# Čarodějka každým coulem
Čarodějka každým coulem (v anglickém originále Every Witch Way) je americká telenovela  ve formátu sitcomu cílená na dospívající publikum. Premiéra seriálu se konala 1. ledna 2014 na televizní stanici Nickelodeon. Jedná se o americkou adaptaci původně latinskoamerické telenovely Granchi, která se vysílala v letech 2011–2013 na tamní regionální verzi stanice Nickelodeon.

## Obsazení

### Hlavní role
- Paola Andino jako Emma Alonso (český dabing: Lucie Kušnírová)
- Nick Merico jako Daniel Miller (český dabing: David Štěpán)
- Paris Smith jako Maddie Van Pelt (český dabing: Adéla Nováková)
- Tyler Alvarez jako Diego Rueda (český dabing: Jindřich Žampa)
- Mavrick Moreno jako Mac Davis (1. řada), (český dabing: Robin Pařík)
- Daniela Nieves jako Andi Cruz (český dabing: Anežka Saicová)
- Kendall Sanders jako Tony Myers (1. řada), (český dabing: Radek Škvor)
- Denisea Wilson jako Katie Rice (český dabing: Anna Marie Jurková)
- Autumn Wendel jako Sophie Johnson (český dabing: Klára Nováková)
- Zoey Burger jako Gigi Rueda (český dabing: Kristýna Valová)
- Rahart Adams jako Jax Novoa (od 2. řady), (český dabing: Jan Battěk)
- Julia Antonelli jako Jessie Novoa (4. řada), (český dabing: Klára Nováková)

### Vedlejší role
- Katie Barberi jako Ursula Van Pelt (český dabing: Jana Mařasová)
- Rafael De La Fuente jako Julio (1. řada), (český dabing: Rafael Hájek)
- Rene Lavan jako Francisco Alonso (český dabing: Ludvík Král)
- Melissa Carcache jako Lily (český dabing: Terezie Taberyová)
- Michele Verdi jako Ředitelka Torresová (1. řada a 4. řada), (český dabing: Adéla Kubačáková)
- Louis Tomeo jako Robert Miller (český dabing: Jindřich Žampa)
- Jason Drucker jako Tommy Miller (český dabing: Jan Köhler)
- Jackie Frazey jako Melanie Miller (český dabing: Viktorie Taberyová)
- Jimmie Bernal jako Rick Miller (český dabing: Martin Velda)
- Whitney Goin jako Christine Miller (český dabing: Jitka Moučková), (český dabing: 4. série a 20. epizoda – Adéla Kubačáková)
- Demetrius Daniels jako Sebastian (český dabing: nemá určený dabing)
- Mia Matthews jako Desdemona (2. řada – hlavní, od 3.–4. vedlejší), (český dabing: Petra Hobzová)
- Todd Allen Durkin jako Agamemnon (od 2. řady) (český dabing: 2. série – epizoda 1 Jakub Saic / ostatní epizody Jiří Valšuba)
- Lisa Corraro jako Ramona (2. řada), (český dabing: Kristýna Valová)
- Elizabeth Elias jako Mia Black (3. řada – hlavní, 4. řada – vedlejší), (český dabing: Milada Vaňkátová)
- Liam Obergfoll jako Philip Van Pelt (2.–3. řada), (český dabing: nemá určený dabing)
- Ethan Estrada jako Oscar (3. řada), (český dabing: Jan Köhler)
- Nicolás James jako Hector (3. řada), (český dabing: Jan Köhler)
- Betty Monroe jako Liana Woods (4. řada), (český dabing: René Slováčková)
- Richard Lawrence O'Bryan jako Jake Novoa (4. řada), (český dabing: Ludvík Král)

## Vysílání
| Řada | Díly | Premiéra v USA   | Premiéra v USA    | Premiéra v ČR  | Premiéra v ČR   |
| Řada | Díly | První díl        | Poslední díl      | První díl      | Poslední díl    |
| ---- | ---- | ---------------- | ----------------- | -------------- | --------------- |
| 1    | 21   | 1. ledna 2014    | 30. ledna 2014    | 30. ledna 2017 | 24. února 2017  |
| 2    | 25   | 7. července 2014 | 8. srpna 2014     | 27. února 2017 | 31. března 2017 |
| 3    | 20   | 5. ledna 2015    | 30. ledna 2015    | 4. září 2017   | 29. září 2017   |
| 4    | 21   | 6. července 2015 | 30. července 2015 | 2. října 2017  | 27. října 2017  |